# 徐家汇空中连廊
徐家汇空中连廊是中華人民共和國上海市徐匯區徐家匯的一個連接樓宇的人行过街天桥，一期项目連接汇联商厦、美罗城和太平洋数码广场（二期）。由上海建工集团負責建設，主线长度为340米，支线長度為60米，桥梁面积（投影面积）為约4997平方米。一期項目於2020年12月22日建成開放。二期項目將與一期项目連通，並連接东方商厦、港汇恒隆广场和徐家汇中心，主線長度為400米，桥梁面积（投影面积）為约5000平方米。